# Shinichi Suzuki
Shinichi Suzuki (ur. 17/18 października 1898 w Nagoi, zm. 26 stycznia 1998 w Matsumoto) – japoński skrzypek i pedagog, twórca metody Suzuki w edukacji muzycznej.
Był synem lutnika. Po usłyszeniu nagrania Mischy Elmana zaczął uczyć się gry na skrzypcach. W 1921 zakończył naukę handlu w szkole zawodowej, po czym wyjechał do Berlina, gdzie do 1928 odbywał studia muzyczne, a po powrocie do Japonii utworzył wraz z trzema młodszymi braćmi kwartet smyczkowy. Niedługo potem został kierownikiem Szkoły Muzycznej Teikoku i założył Tokijską Orkiestrę Smyczkową, po czym został włączony do ciała pedagogicznego Cesarskiej Szkoły Muzycznej. Po II wojnie światowej został zaproszony do pomagania przy zakładaniu szkoły muzycznej w Matsumoto, w której następnie nauczał do końca swojej kariery. Rozwijał teorie dotyczące edukacji muzycznej, opracował metodę nauczania małych dzieci gry na skrzypcach nazwanej jego nazwiskiem. Nauczał gry na instrumentach według tych samych zasad, co nauka języka - od nauki prostych melodii, powtarzanych do momentu ich dobrego opanowania, do nauki trudniejszych melodii na późniejszym etapie nauki.